# Championnat du monde masculin de basket-ball 1978
Navigation
1974 - Porto Rico 1982 - Colombie
Le Championnat du monde masculin de basket-ball 1978 s'est déroulé aux Philippines du 1er au 14 octobre 1978.

## Podium final
Le podium final de ce championnat du monde est :
| Médaille           | Pays        |
| ------------------ | ----------- |
| Médaille d'or      | Yougoslavie |
| Médaille d'argent  | URSS        |
| Médaille de bronze | Brésil      |

## Compétition
Les deux premiers de chaque groupe sont qualifiés pour le tour final. Lors de celui-ci, chaque équipe affronte les sept autres du groupe, auquel se sont ajoutées les Philippines, qualifié d'office pour ce tour final en tant que pays organisateur et l'URSS en tant que tenant du titre.
Les deux premiers s'affrontent en finale ; les équipes classées 3e et 4e s'affrontent pour le match pour la 3e place ; les équipes classées 5e et 6e s'affrontent pour le match pour la 5e place et les équipes classées 7e et 8e s'affrontent pour le match pour la 7e place.

## Équipes participantes et groupes
| Groupe A Canada Corée du Sud Sénégal Yougoslavie | Groupe B Brésil Chine Italie Porto Rico | Groupe C Australie Tchécoslovaquie République dominicaine États-Unis |

## Premier tour

### Groupe A
| Rang | Pays         | Pts | V | D |
| ---- | ------------ | --- | - | - |
| 1    | Yougoslavie  | 6   | 3 | 0 |
| 2    | Canada       | 5   | 2 | 1 |
| 3    | Corée du Sud | 4   | 1 | 2 |
| 4    | Sénégal      | 3   | 0 | 3 |

### Groupe B
| Rang | Pays       | Pts | V | D |
| ---- | ---------- | --- | - | - |
| 1    | Brésil     | 6   | 3 | 0 |
| 2    | Italie     | 5   | 2 | 1 |
| 3    | Porto Rico | 4   | 1 | 2 |
| 4    | Chine      | 3   | 0 | 3 |

### Groupe C
| Rang | Pays                   | Pts | V | D |
| ---- | ---------------------- | --- | - | - |
| 1    | États-Unis             | 6   | 3 | 0 |
| 2    | Australie              | 5   | 2 | 1 |
| 3    | Tchécoslovaquie        | 4   | 1 | 2 |
| 4    | République dominicaine | 3   | 0 | 3 |

## Tournoi de classement
| Rang | Pays                   | Pts | V | D |
| ---- | ---------------------- | --- | - | - |
| 1    | Tchécoslovaquie        | 10  | 5 | 0 |
| 2    | Porto Rico             | 9   | 4 | 1 |
| 3    | Chine                  | 7   | 2 | 3 |
| 4    | République dominicaine | 7   | 2 | 3 |
| 5    | Corée du Sud           | 6   | 1 | 4 |
| 6    | Sénégal                | 6   | 1 | 4 |

## Tour final
| Rang | Pays        | Pts | V | D |
| ---- | ----------- | --- | - | - |
| 1    | Yougoslavie | 14  | 7 | 0 |
| 2    | URSS        | 13  | 6 | 1 |
| 3    | Brésil      | 12  | 5 | 2 |
| 4    | Italie      | 11  | 4 | 3 |
| 5    | États-Unis  | 10  | 3 | 4 |
| 6    | Canada      | 9   | 2 | 5 |
| 7    | Australie   | 8   | 1 | 6 |
| 8    | Philippines | 7   | 0 | 7 |

## Match de7eplace
Philippines - Australie : 74 - 92

## Match de5eplace
Canada - États-Unis : 94 - 96

## Match de3eplace
Brésil -  Italie : 86 - 85

## Finale
Yougoslavie - URSS : 82 - 81 (après prolongations)

## Classement final
| Rang | Équipe                 |
| ---- | ---------------------- |
| 1    | Yougoslavie            |
| 2    | URSS                   |
| 3    | Brésil                 |
| 4    | Italie                 |
| 5    | États-Unis             |
| 6    | Canada                 |
| 7    | Australie              |
| 8    | Philippines            |
| 9    | Tchécoslovaquie        |
| 10   | Porto Rico             |
| 11   | Chine                  |
| 12   | République dominicaine |
| 13   | Corée du Sud           |
| 14   | Sénégal                |

## 5 Majeur du tournoi
- Krešimir Ćosić (Yougoslavie)
- Dražen Dalipagić (Yougoslavie)
- Dragan Kicanović (Yougoslavie)
- Oscar Schmidt (Brésil)
- Vladimir Tkatchenko (URSS)